# Douglas (Geórgia)
Douglas é uma cidade localizada no estado americano de Geórgia, no Condado de Coffee.

## Demografia
Segundo o censo americano de 2000, a sua população era de 10.639 habitantes.
Em 2006, foi estimada uma população de 11.246, um aumento de 607 (5.7%).

## Geografia
De acordo com o United States Census Bureau tem uma área de
33,6 km², dos quais 33,4 km² cobertos por terra e 0,2 km² cobertos por água.

## Localidades na vizinhança
O diagrama seguinte representa as localidades num raio de 28 km ao redor de Douglas.